# There Must Be Another Way
«There Must Be Another Way» (рус. «Должен быть другой путь») — песня на трёх языках: иврите, арабском и английском,— которую исполняют израильские певицы Ноа (ивр. נֹעָה‎, настоящее имя — Ахиноам Нини, ивр. אֲחִינוֹעַם נִינִי, Aẖinóʻam Nini‎) и Мира Авад (араб. ميرا عوض‎, ивр. מירה עווד‎, болг. Мира Ауад). Песня представляла Израиль на конкурсе песни «Евровидение-2009» в Москве и заняла 16 место, набрав 53 балла. Песня участвовала в первом полуфинале конкурса 12 мая, где заняла 7-t место, получив 75 баллов и право представлять страну в финале конкурса. Композиторами и авторами текста выступили сами певицы и Гил Дор. Песня имеет своё название на иврите — «Эйнайих» (ивр. עינייך‎), что означает «Твои глаза».
Мира Авад, израильтянка арабско-болгарского происхождения, и Ноа, израильтянка еврейского происхождения, спели вместе эту песню как выражение надежды и понимания. Певицы говорят, что «There Must Be Another Way» не песня мира, а призыв уважать права других людей.
О выступлении дуэта на Евровидении шли жаркие дискуссии. Несколько еврейских и арабских артистов призывали Миру Авад не выступать, потому что, по их мнению, её участие могло создать неверное впечатление о реальном состоянии отношений между нациями, которое могло бы использоваться с целью скрытия смерти палестинских граждан в секторе Газа. В интервью на Национальном общественном радио Мира Авад признала критику и сказала: «Мы не настолько наивны, чтобы думать, что мы представляем реальную текущую ситуацию. Мы пытаемся показать ситуацию, которая может наступить, если мы приложим необходимые усилия».

## Чарты
| Чарт (2009)         | Высшая позиция |
| ------------------- | -------------- |
| Swiss Singles Chart | 93             |